# Fortifications de Rouen
Les fortifications de Rouen font partie de l'histoire de la ville de Rouen. Des antiques fortifications gauloises, plus rien ne subsiste. Seules les traces successives de trois lignes de défense ayant protégé la ville à travers les âges sont connues.

## Historique

### L'enceinte gallo-romaine (IIIeetIVesiècles)
Pendant la période dite de la « Paix romaine », ou Pax romana en latin, rien ne permet d'affirmer qu'il y ait des fortifications, comme pour la majorité des villes de Gaulle. Les premières incursions Franques, dans la seconde moitié du IIIe siècle, sont suivis de nombreux raids durant lesquels la ville, sans réelle défense, est rasée plusieurs fois. Ainsi, dès la fin du IIIe siècle, des remparts, dont le tracé forme un rectangle - nommé castrum en latin -, sont construits à la hâte, comme en témoignent les bâtiments gallo-romains détruits à sa périphérie en vue d'en recycler les matériaux de construction. Les fortifications romaines sont adossées à la Seine au Sud d'une part, acculées aux collines qui la surplombe au Nord d'autre part, et sont naturellement protégées par deux bras d'eau qui s'écoulent perpendiculairement au fleuve sur les flancs Est et Ouest, ainsi que par les zones marécageuses environnantes.

### L'enceinte normande (XIIesiècle)
Vers 934, une bataille a lieu dans un pré aux portes de la ville entre les Normands de Guillaume Longue-Épée et ceux menés par Riulf, comte du Cotentin,. 
À la suite de cet événement, ce pré devient un lieu-dit et prend le nom Pré de la Bataille — pratum belli en latin — durant plusieurs siècles,. Il s'étend alors  à l'ouest de Rouen, d'une part, du pied des hauteurs de Saint-Gervais à la Seine, et de l'autre, des remparts de Rouen à la vallée d’Yonville,, correspondant ainsi à la partie ouest des remparts de la ville. La rue du Pré-de-la-Bataille en porte le souvenir.

En 1731, il est fait mention d'une porte nommée Pré-de-la-Bataille. En réalité, ce n'est pas une porte de la ville mais une fausse porte,,.

### L'enceinte normande (XIIÈme siècle)

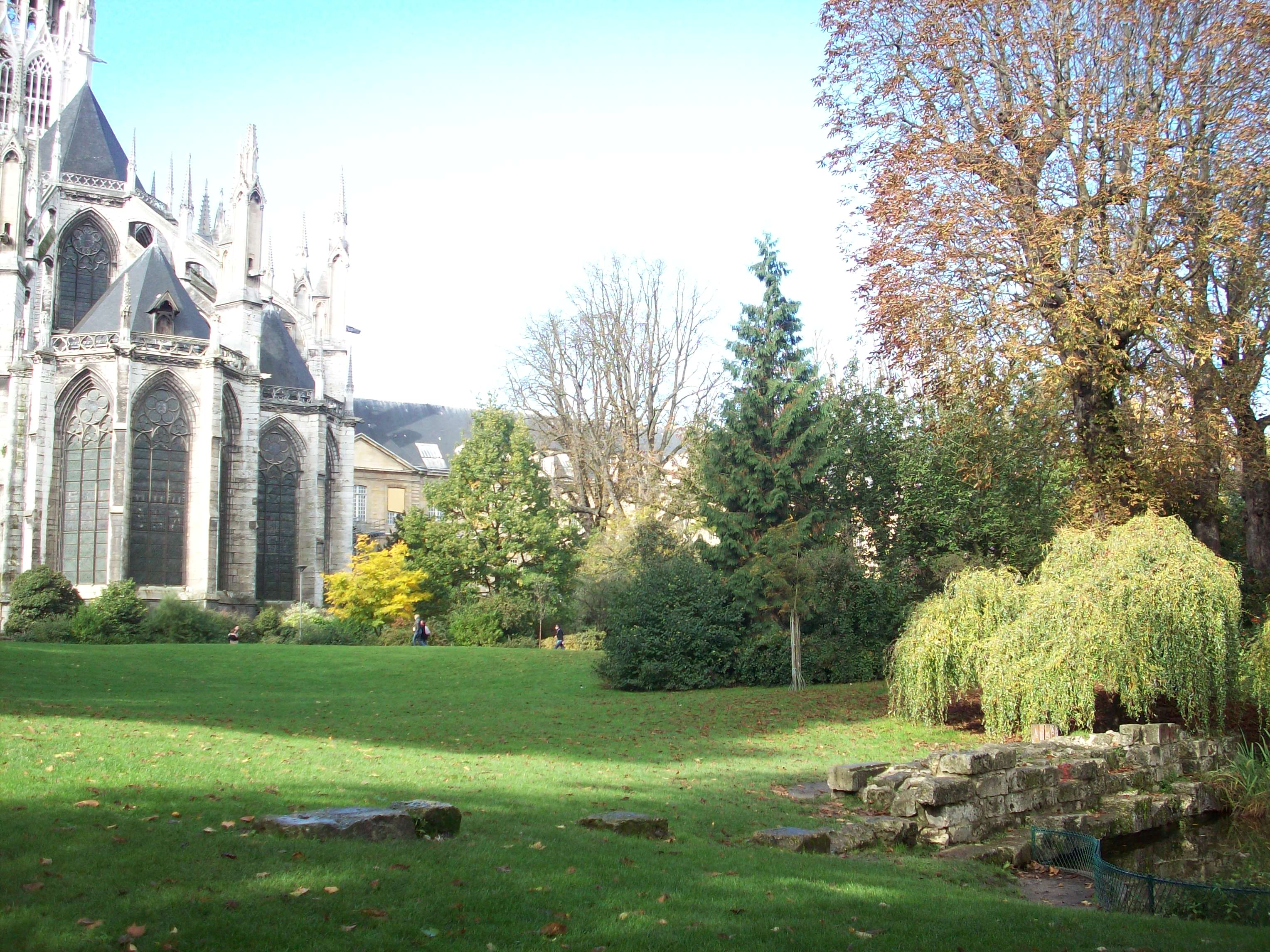
Jardins de l'hôtel de ville avec au premier plan les restes de la deuxième enceinte.

### L’enceinte capétienne (XIIIÈme siècle - XIVÈme siècle)

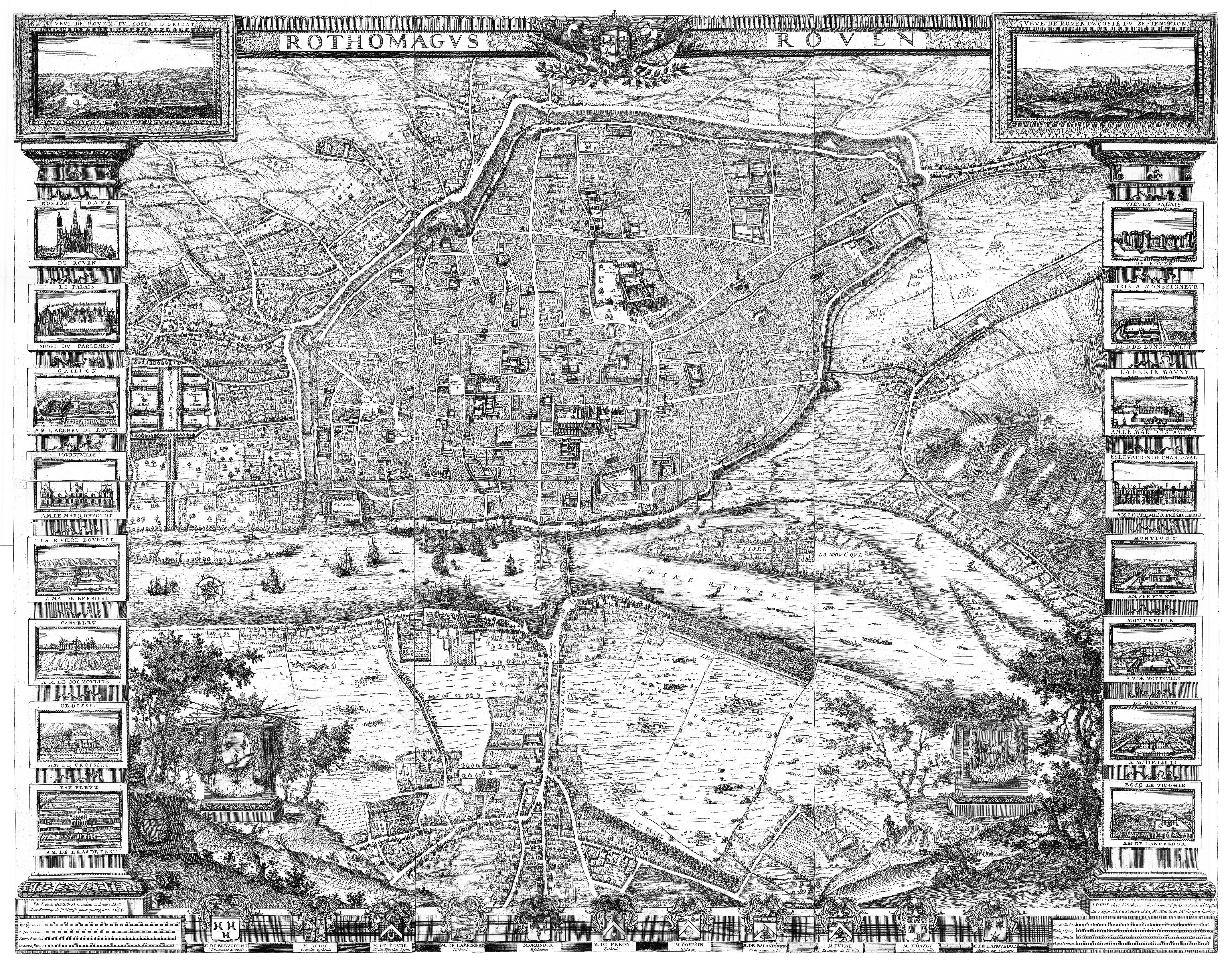
Ce plan de Jacques Gomboust permet de voir l'enceinte de la ville en 1655.

## Les forteresses

### Le palais ducal
Construit par Richard Ier de Normandie, il était situé à l'angle sud-est de la ville médiévale. Ruiné par un incendie en 1200, Philippe Auguste fait araser les restes du palais ducal.

### Le château de Bouvreuil
Construit de 1204 à 1210 sur la colline Bouvreuil, par Philippe Auguste, roi de France, à la suite de la conquête en 1204 du duché de Normandie. Il est démantelé par Henri IV en 1591. Seul subsiste aujourd'hui le donjon dit tour Jeanne d'Arc.
C'est au château de Rouen que Jeanne d'Arc est emprisonnée en décembre 1430 et jugée.

### Le Vieux Palais
Construit à partir de 1419 par Henri V, roi d'Angleterre, il marque l'emprise de l'Angleterre à la suite de leur conquête de la ville de Rouen. Il était situé à l'angle sud-ouest afin de surveiller le trafic fluvial. Il ne reste rien aujourd'hui de ce château. La rue du Vieux-Palais en porte le souvenir.

### Le Clos des Galées
C'était au Moyen Âge le chantier naval et l'arsenal de Rouen. Philippe le Bel l'installa en 1293 à peu près à l'emplacement de la cité administrative actuelle. Il était le plus ancien du royaume et remplissait des fonctions d'accueil, d'entretien, de construction et d'armement des vaisseaux royaux. Défendu par des murs et un fossé, il comportait un bassin (l'estang), des cales sèches, des magasins, des ateliers de charpenterie, de couture et de fabrication d'armes. Les forêts de Roumare et du Rouvray l'approvisionnaient en bois tandis que le fer venait du pays d'Ouche. Quant au chanvre, filé dans les environs, il servait à confectionner cordes et voilures.
En 1418, à l'approche des Anglais, les Rouennais brûlent tous les équipements et le Clos ne sera reconstruit qu'en 1451. La création du port du Havre par François Ier signe alors l'arrêt de mort du Clos des Galées avec un dernier bateau construit en 1532.

## Les portes
- Porte Saint-Éloi
- Porte de la Vicomté
- Porte des Cordeliers
- Porte Sarrazine
- Porte de la Boucherie ou de la Poissonnerie
- Porte Grand-Pont
- Porte de Paris
- Porte de la Tuile ou de Saint-Cande - porte du Bac
- Porte de la Vieille-Tour ou porte Dorée ou porte du Vent d'aval
- Porte de la Halle au blé ou porte d'Elbeuf
- Porte du Pré
- Porte Jean Lecœur
- Porte Guillaume-Lion

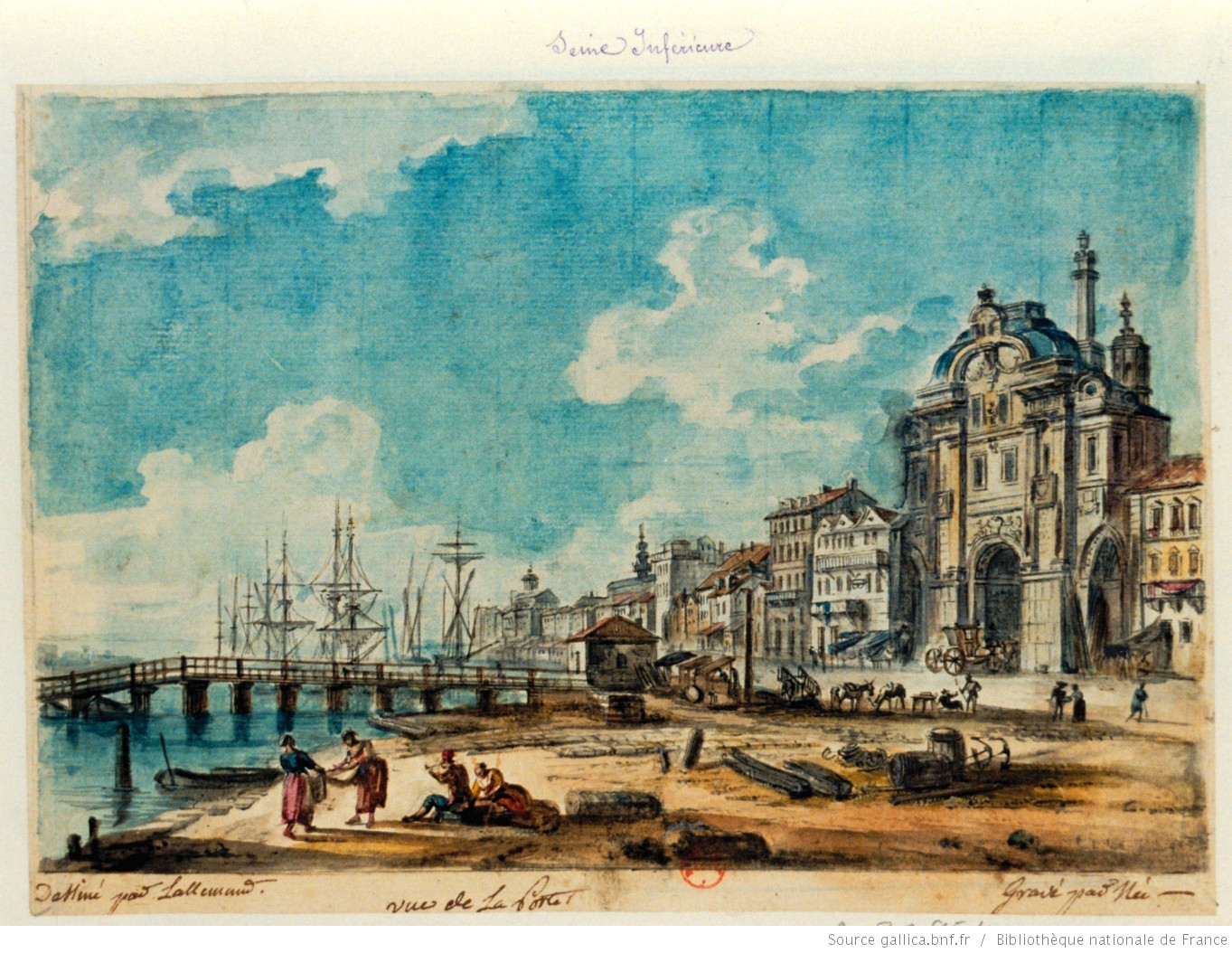
Porte du Bac
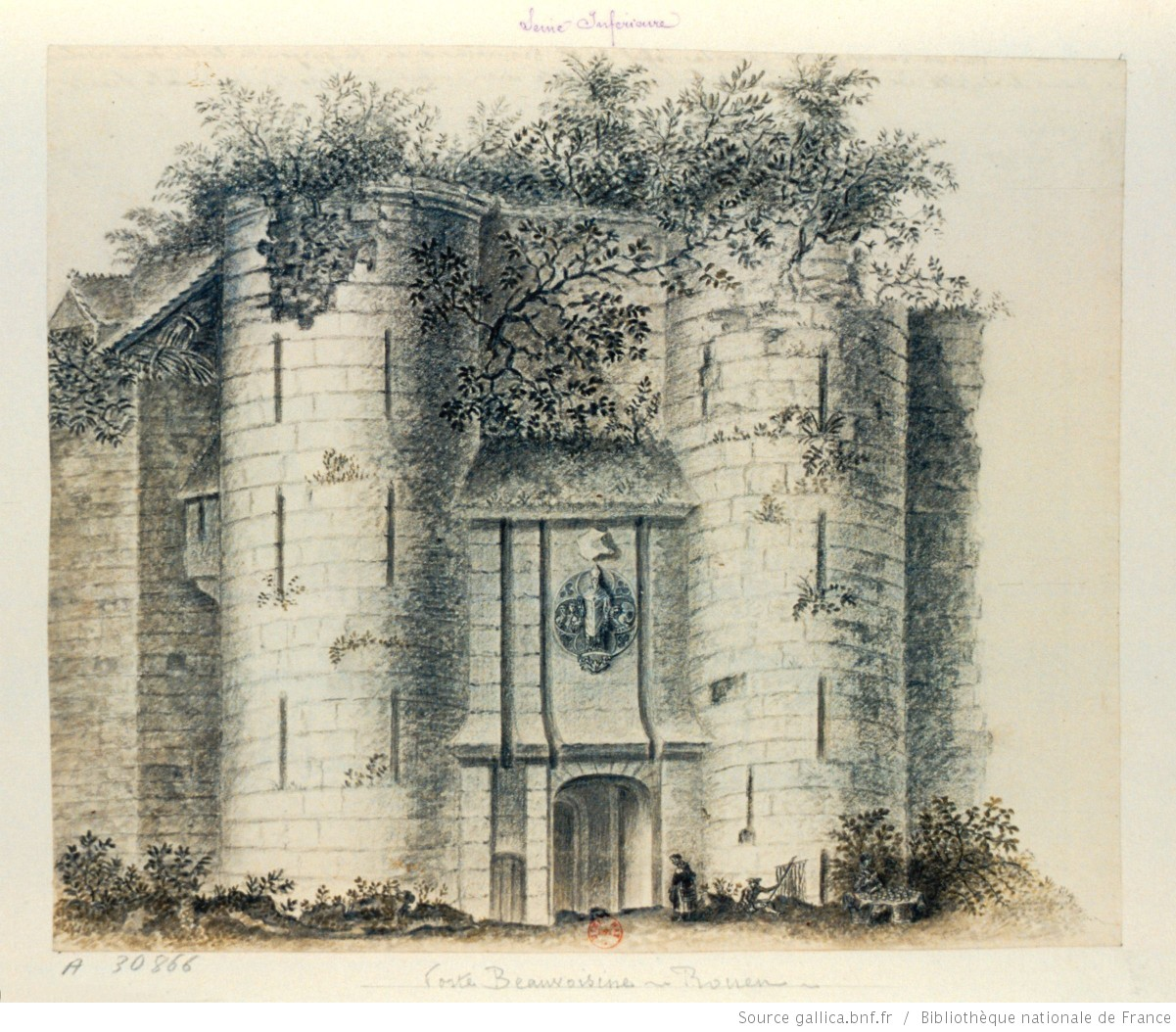
Porte Martainville
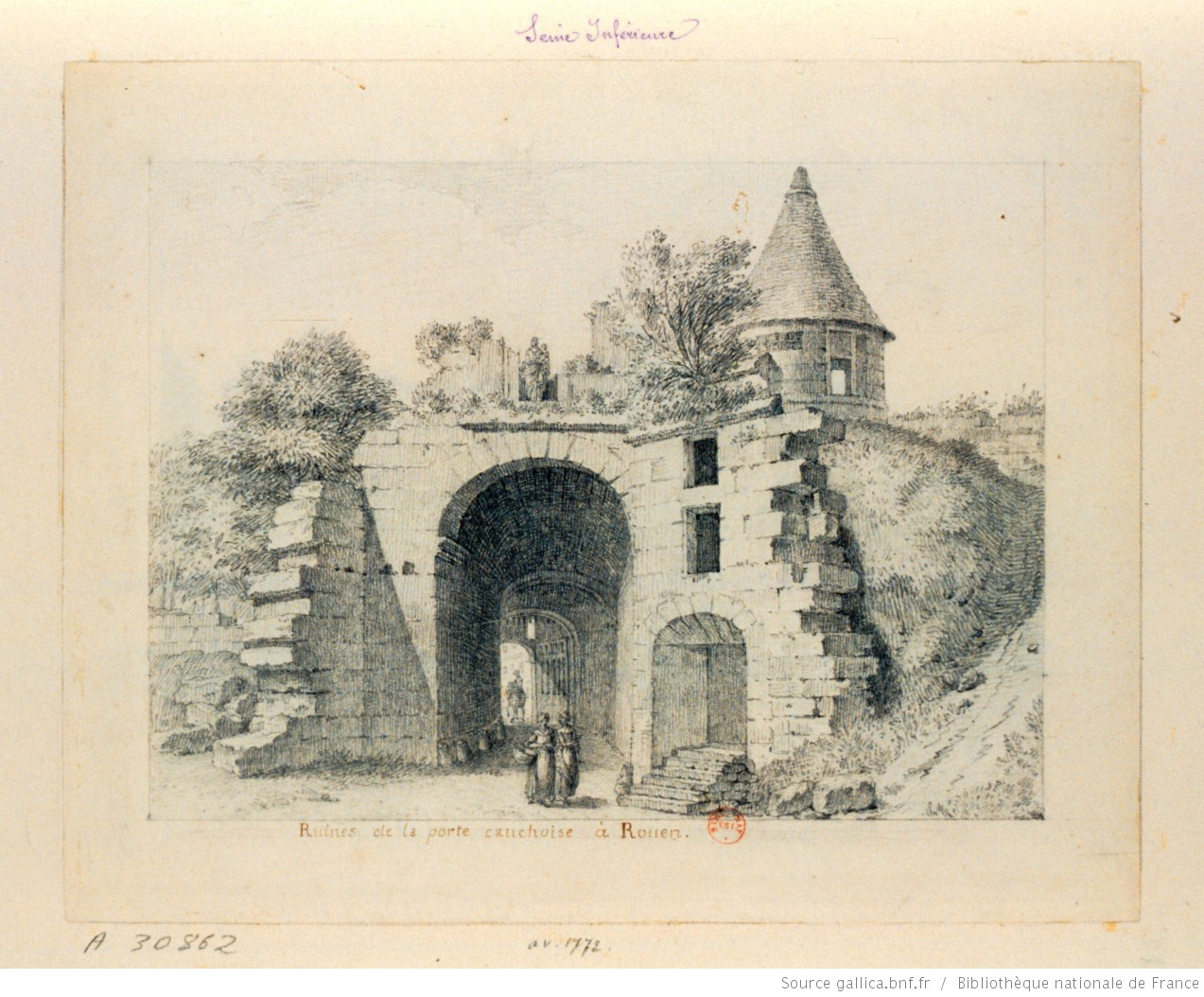
Porte Saint-Hilaire
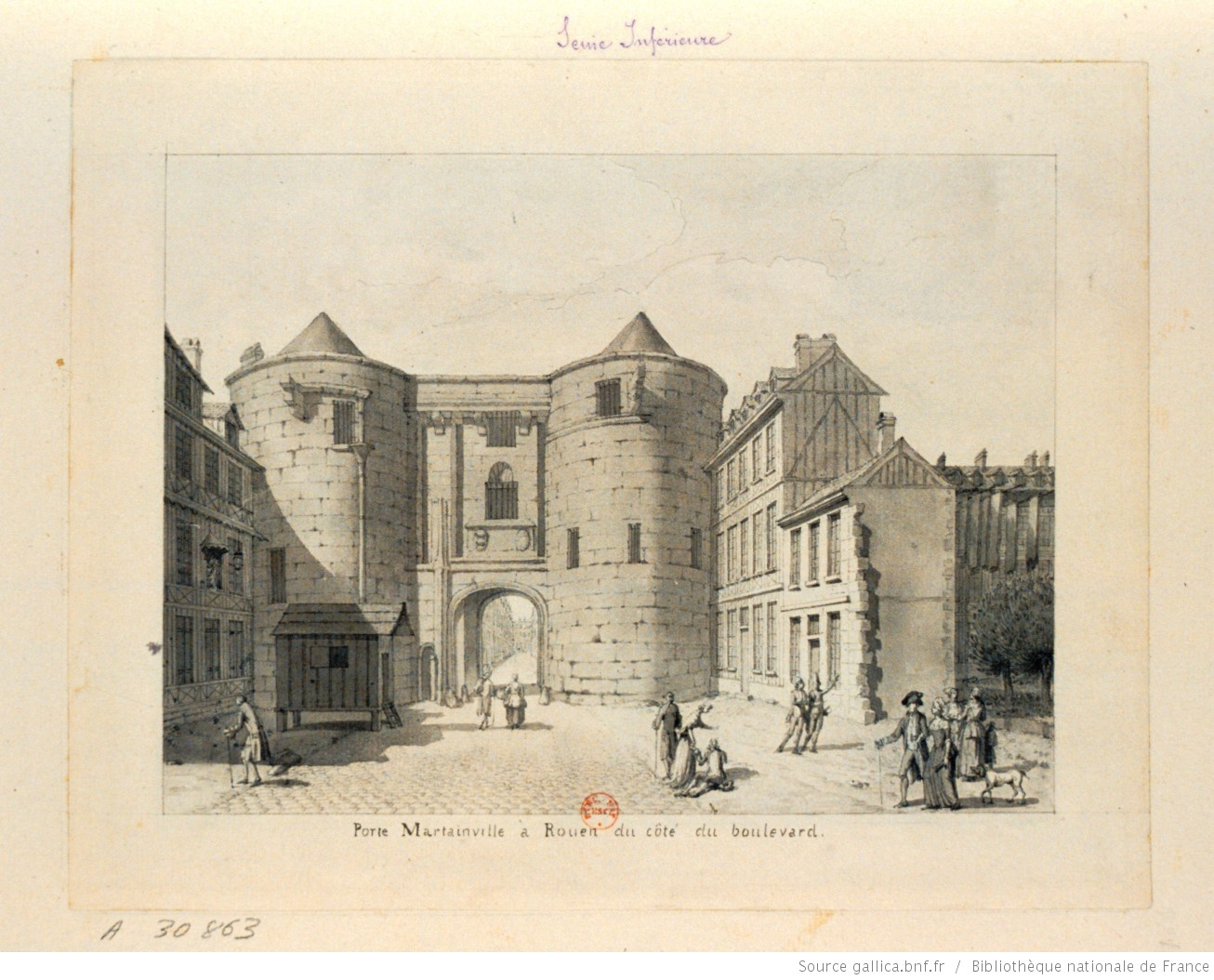
Porte Beauvoisine
- Porte Bouvreuil
- Porte Cauchoise
- Porte de la Harenguerie

- Porte du Bac
- Porte Beauvoisine
- Porte Cauchoise
- Porte Martainville

## Les traces aujourd'hui

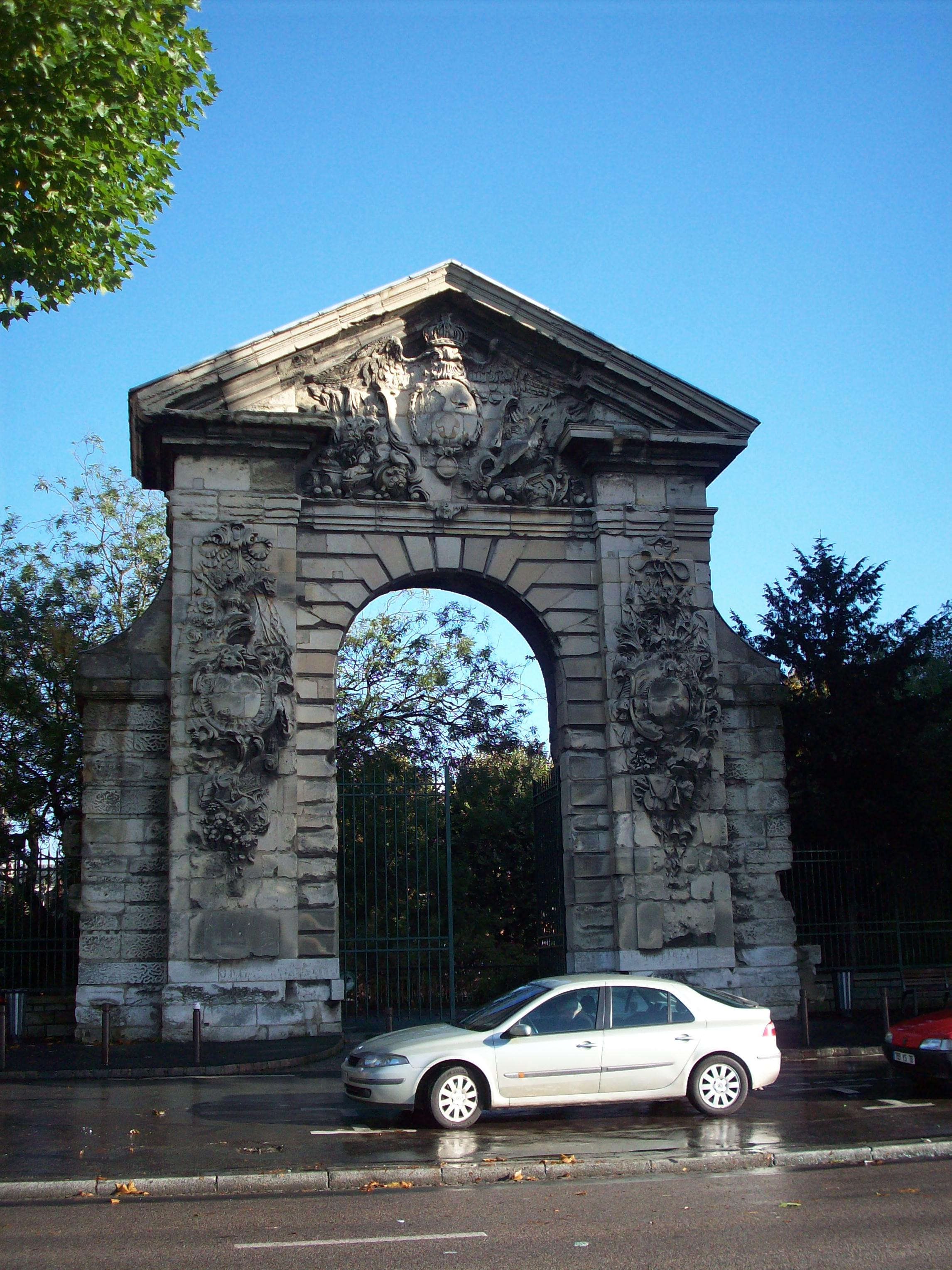
Porte Guillaume-Lion donnant d'un côté sur le quai de Paris et de l'autre sur le square Guillaume-Lion.

Des diverses portes qui parsemaient les remparts, seule la porte Guillaume-Lion est aujourd'hui conservée. Toutefois, celle-ci ne se trouve pas à sa place d'origine et a été déplacée lors de la Reconstruction. 
Le nom des places de la Basse-Veille-Tour et de la Haute-Vieille-Tour à Rouen sont porte le souvenir de l'emplacement de la tour ducale de Normandie. 
Le nom de la rue du Pré-de-la-Bataille provient du lieu d'un affrontement survenu vers 934 aux alentours de la voie actuelle.

### La casemate de la Porte d'Arras
Des travaux au collège Barbey-d'Aurevilly, ancien hôtel d'Arras, ont permis de mettre au jour un pan de 40 m de longueur de la muraille, à 1,50 m de profondeur.
La casemate, ouvrage militaire de la fin du XVe siècle, est située au pied du rempart au fond du fossé, aujourd'hui occupé par le boulevard de la Marne. Elle avait pour but d'éloigner les canons ennemis des murailles. Elle assurait la défense des fossés entre la porte Cauchoise et le château Bouvreuil. Ses dimensions intérieures sont de 12 m sur 3 m et une hauteur sous voûte de 4 m. Son accès se fait par un escalier de 37 marches, puis un souterrain de 25 m de long.